# Диань, Мусса
Мусса Диань (род. 6 марта 1994, Гедиавай, Сенегал) — сенегальский профессиональный баскетболист, играющий на позиции центрового. Выступает за баскетбольный клуб «УКАМ Мурсия».

## Карьера
Диань родился 6 марта 1994 года и вырос в городе Гедиаваe в Сенегале. Его заметил главный тренер Давид Санс из испанской любительской баскетбольной команды Baloncesto Torrejón. Весной 2011 года, в возрасте 17 лет, Диань переехал в Мадрид. Однако у него было мало игровой практики до переезда в Европу. В основном играл в местных турнирах в испанском четвёртом дивизионе.
В 2013 году Диань подписал первый серьёзный контракт с «Фуэнлабрадой», но первый сезон провёл в небольшом испанском клубе «Обила». В 2014 году, несмотря на небольшую перспективу, он вышел из драфта НБА.
21 июля 2015 года подписал трехлетний контракт с испанским клубом «Барселона». В сезоне 2015/2016 Мусса сыграл за «Барселону» 13 матчей, набирая в среднем 1,5 очка и 1,7 подбора.
Перед началом сезона 2016/2017 Диань перешёл в аренду в «Фуэнлабраду», но в январе 2017 года вернулся в состав «Барселоны»
В августе 2017 года Диань вновь отправился в аренду, перейдя в «Андорру». В матчах Еврокубка Мусса набирал 7,4 очка и 4,8 подбора в среднем за игру.
В июне 2018 года Диань покинул «Барселону» и подписал двухлетний полноценный контракт с «Андоррой».
В марте 2019 года Диань был признан «Самым ценным игроком» чемпионата Испании. Средние показатели Муссы по итогам месяца составили 13,7 очка.